# 544
Évszázadok: 5. század – 6. század – 7. század
Évtizedek: 490-es évek – 500-as évek – 510-es évek – 520-as évek – 530-as évek – 540-es évek – 550-es évek – 560-as évek – 570-es évek – 580-as évek – 590-es évek
Évek: 539 – 540 – 541 – 542 –  543 – 544 – 545 – 546 – 547 – 548 – 549

## Események
- Tovább tart a vulkánkitörés okozta globális lehűlés. A hőmérséklet csak 560 körül áll vissza a korábbi szintre.
- A iusztinianoszi pestisjárvány véget ér a Földközi-tenger térségében, de továbbra is dúl Észak-Európában és a Közel-Keleten.

### Bizánci Birodalom
- A lazicai háborúban a perzsák sikertelenül ostromolják Edesszát és Darát; a hadszíntéren patthelyzet alakul ki.
- Iusztinianosz császár mindössze 4 ezer katonával visszaküldi Belisariust Itáliába, ahol a gótok elfoglalták a félsziget déli részét. Totila osztrogót király hiába ostromolja Otrantót, majd Róma felé fordul, de egyelőre csak plakátkampánnyal biztatja a polgárokat a bizánciak kiűzésére.
- Az észak-afrikai Tripolitania kormányzója, Szergiosz egy lakomán megölet 80 berber törzsfőt. A berberek fellázadnak és Szergiosz kénytelen nagybátyjától, Szolomón karthágói kormányzótól segítséget kérni. A cilliumi csatában a berberek megfutamítják a gyenge morálú bizánci sereget és Szolomón is elesik. Karthágó kormányzását Szergiosz veszi át, de képtelen kezelni a berberek felkelését.
- Iusztinianosz császár anatémával sújt három vallásos írást, hogy a szíriai és egyiptomi monofizitákat a khalkédóni hitvallás elfogadására kényszerítse.
- Iakóbosz Baradaiosz ("Rongyos Jakab", utalva arra hogy sokszor álruhában utazott) edesszai monofizita püspök Tellai Szergiosz személyében felszentel egy monofizita antiokheiai pátriárkát, egyházfőt biztosítva ezzel a Konstantinápollyal szembenálló monofizita vallási közösségnek. Jakab több püspököt és papot is felszentel, megszilárdítva ezzel az egyházszervezetet és megalapozza a különálló szíriai ortodox egyházat, amelyet néha utána jakobita egyháznak is neveznek.

### Kelet-Ázsia
- A mai Észak-Vietnamban Lý Bí kormányzó kikiáltja függetlenségét a dél-kínai Liang-dinasztiától és megalapítja Vạn Xuân császárságát. Dél felől megtámadják a Liangokkal szövetséges Csampa csapatai, de visszaveri a támadást. Liang császára Vu sereget küld a lázadás elfojtására és a kínaiak a következő évben elfoglalják Lý Bí fővárosát, ő pedig kénytelen az erdőkbe húzódni.

## Születések
- Liang Csing-ti, a Liang-dinasztia utolsó császára

## Halálozások
- Dionysius Exiguus, teológus, a keresztény időszámítás kidolgozója
- Szolomón, bizánci hadvezér és politikus

## Fordítás
- Ez a szócikk részben vagy egészben  a(z)   544 című angol Wikipédia-szócikk ezen változatának fordításán alapul.  Az eredeti cikk szerkesztőit annak laptörténete sorolja fel. Ez a jelzés csupán a megfogalmazás eredetét és a szerzői jogokat jelzi, nem szolgál a cikkben szereplő információk forrásmegjelöléseként.